# سیارک ۱۰۲۵۲
سیارک ۱۰۲۵۲ (به انگلیسی: 10252 Heidigraf، نامگذاری:4164T-1) ده هزار و دویست و پنجاه و دومین سیارک کشف شده‌است که در ۲۶ مارس ۱۹۷۱ کشف شد.
قدر مطلق سیارک برابر ۳۷٫۱ است.